# Eurocopter EC130
El Airbus Helicopters H130 (anteriormente denominado Eurocopter EC130) es un helicóptero ligero monoturbina desarrollado a partir del AS350 Ecureuil.

## Diseño y desarrollo

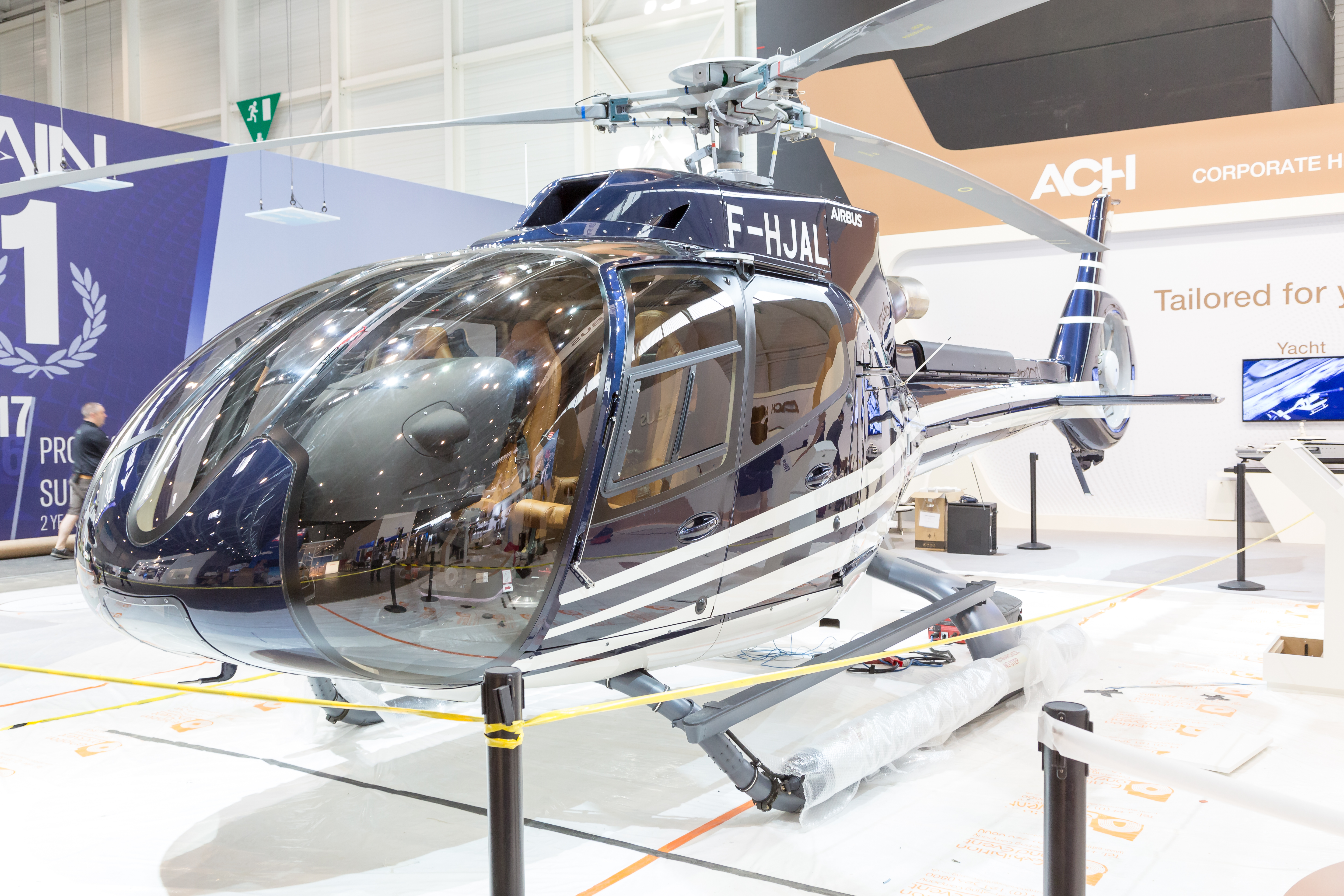
ACH130

El EC130 es una variante de fuselaje ancho del AS350 B3, y voló por primera vez el 24 de junio de 1999. El EC130 presenta un rotor de cola cerrado en lugar del tradicional rotor de cola empleado en el AS350. Este sistema, conocido con el nombre de fenestron, tiene la ventaja de reducir el ruido al exterior en un 50% comparado con el rotor de cola convencional, obteniendo en el apéndice H de la FAA un rastro de ruido en sobrevuelo de 84,3 EPNdB, 8,5 dB por debajo de los límites de la etapa 2. El EC130 fue diseñado en estrecha colaboración con touroperadores, y presenta una espaciosa cabina con una visión externa excelente, capaz de acomodar a siete turistas. El EC130 entró en servicio con Blue Hawaiian Helicopters en 2001, y es actualmente muy común verlos en Hawái y el Gran Cañón.
El EC130 se volvió popular rápidamente con los servicios médicos aéreos (AMS), debido a su larga cabina (capaz de acomodar a uno o dos heridos), la puerta lateral ancha y elementos cerrados como su rotor de cola que proporcionan más seguridad tanto en vuelo como en tierra. El mayor operador mundial AMS, Air Methods, opera seis EC130.

## Componentes
Francia

### Electrónica
| Sistema      | País | Fabricante | Notas     |
| ------------ | ---- | ---------- | --------- |
| Red de datos |      |            | ARINC 429 |

### Propulsión
| Sistema | País               | Fabricante | Notas      |
| ------- | ------------------ | ---------- | ---------- |
| Motor   | Bandera de Francia | Turbomeca  | 1 × Arriel |

## Variantes

### EC130 B4
Versión básica.

### EC130 T2
Versión mejorada, con motor Turbomeca Arriel 2D.

## Operadores

### Operadores gubernamentales
Estados Unidos

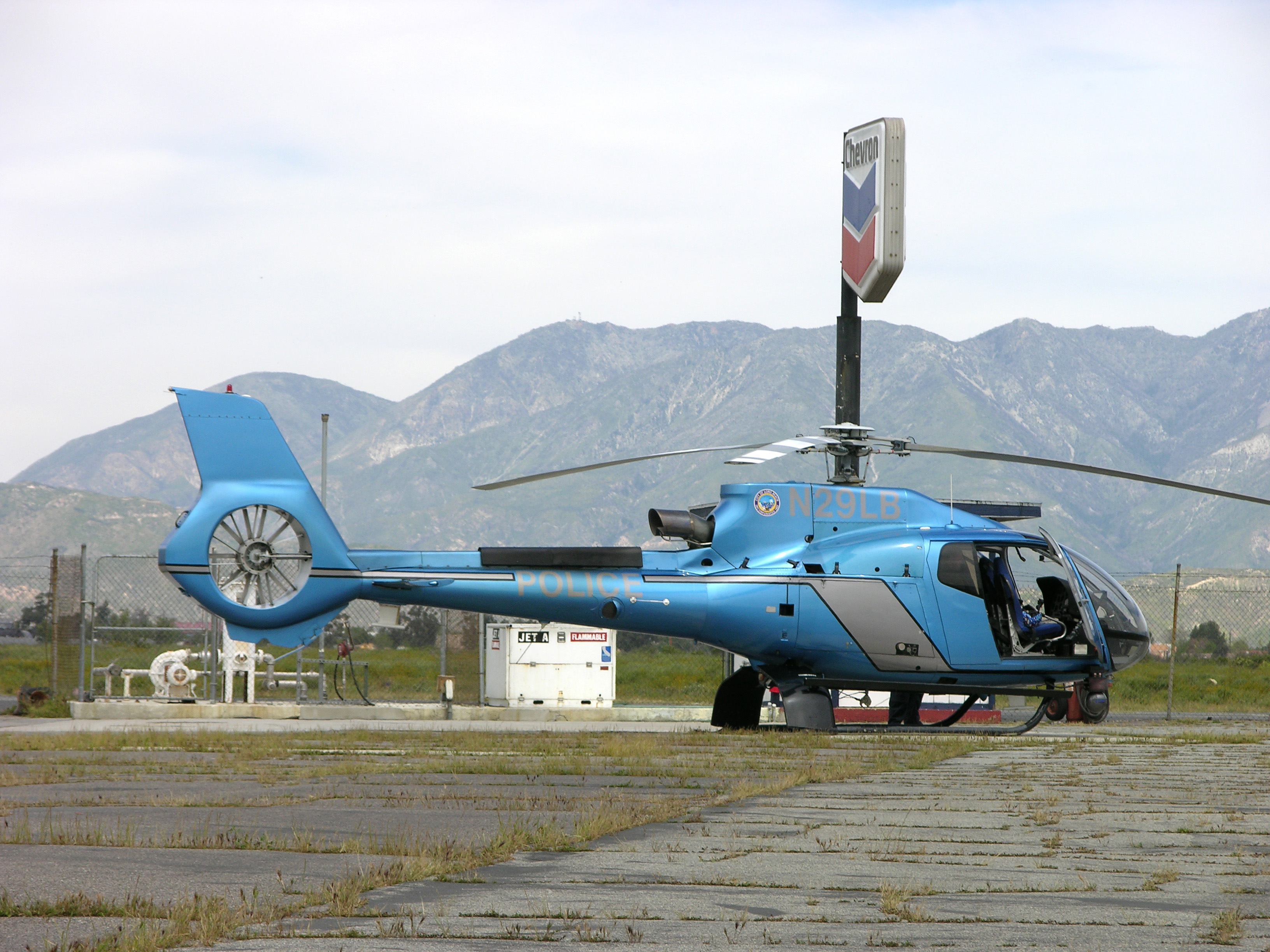
Uno de los EC130 B4 de la Long Beach Police Department repostando en Rialto, California.

- La oficina del Sheriff del Condado de Broward utiliza un Eurocopter EC130 B4.
- El Long Beach Police Department utiliza dos Eurocopter EC130 B4.

### Operadores civiles
Australia

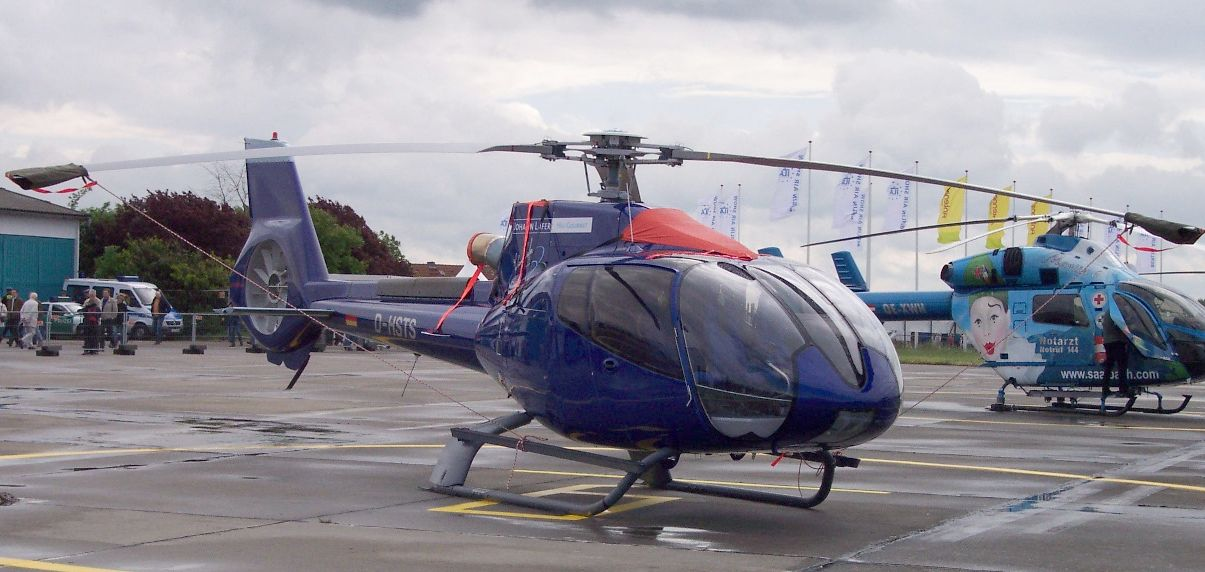
EC130 de Johann Lafer Heli Gourmet.

- El Adelaide Bank Rescue Helicopter Service opera un EC130 B4 para situaciones de emergencia. Está también disponible para la Policía del Sur de Australia quien utiliza la aeronave tanto para prevenir crímenes como para las persecuciones de sospechosos en vehículos de motor.

 Canadá
- Great Slave Helicopters - 3 EC130 B4 en service, con base en Yellowknife, Northwest Territories.

 Alemania
- 1 EC130 B4 en servicio con Johann Lafer Heli Gourmet.[2]

 Mónaco
- 2 EC130 B4 en servicio con Heli Air Monaco.

 Nueva Zelanda
- 1 EC130 B4 en servicio con Over The Top, una compañía turística de helicópteros con base en Queenstown.[3]

 Países Bajos
- 4 EC130 B4 en servicio con Heli Holland.

 Emiratos Árabes Unidos
- 1 EC130 B4 en servicio con Falcon Aviation Services y dos más pedidos en 2007.[4]

 Estados Unidos
- 6 EC130 B4 en servicio como proveedor de servicios aéreos médicos con Air Methods.
- 9 EC130 B4 en servicio con el touroperador Blue Hawaiian Helicopters.
- 3 EC130 B4 en servicio con el touroperador Grand Canyon Helicopters.
- 25 EC130 B4 en servicio con el touroperador Maverick Helicopters con base en Las Vegas.
- 3 EC130 B4 en servicio como proveedor de servicios aéreos médicos Medi Flight Oklahoma, con base en Oklahoma City, Oklahoma.
- 7 EC130 B4 en servicio con el touroperador Papillon Grand Canyon Helicopters.
- 2 EC130 B4 en servicio con el touroperador Sundance Helicopters, con base en Las Vegas.
- 6 EC130 B4 en servicio con el touroperador Sunshine Helicopters en Hawái.
- 2 EC130 B4 en servicio con el touroperador Stars and Stripes Air Tours Las Vegas

 México
- 4 en servicio con  Transportes Aéreos Pegaso.

## Especificaciones (EC130 B4)
Referencia datos: 

### Características generales
- Tripulación: 1 (piloto en asiento izquierdo)
- Capacidad: 6 pasajeros (dos delante y cuatro detrás) puede ser modificado a 7 plazas (tres delante y cuatro detrás)
- Longitud: 10,68 m
- Diámetro rotor principal: 10,69 m
- Altura: 3,34 m
- Peso vacío: 1377 kg
- Peso útil: 1050 kg
- Peso máximo al despegue: 2427 kg
- Planta motriz: 1× Turboeje Turbomeca Arriel 2B1.
  - Potencia: 632 kW

### Rendimiento
- Velocidad nunca excedida (Vne): 287 km/h (155 nudos, 178 mph)
- Velocidad crucero (Vc): 240 km/h (130 nudos, 150 mph)
- Alcance: 610 km (329 nmi, 378 mi)
- Techo de vuelo: 4770 m (15 655 pies)
- Régimen de ascenso: 9 m/s (1770 pies por minuto

### Desarrollos relacionados
- Eurocopter AS 350 Ecureuil
- Eurocopter AS 355 Ecureuil 2
- Eurocopter AS 550 Fennec

### Aeronaves similares
- Bell 407
- MD Helicopters MD 600N
- AgustaWestland AW119

### Secuencias de designación
- Helicópteros civiles del Grupo Eurocopter: EC120 · EC130 · EC135 · EC145 · EC155 · EC175 · EC225 · AS332 · AS350 · AS355 · AS365